# Caldarium

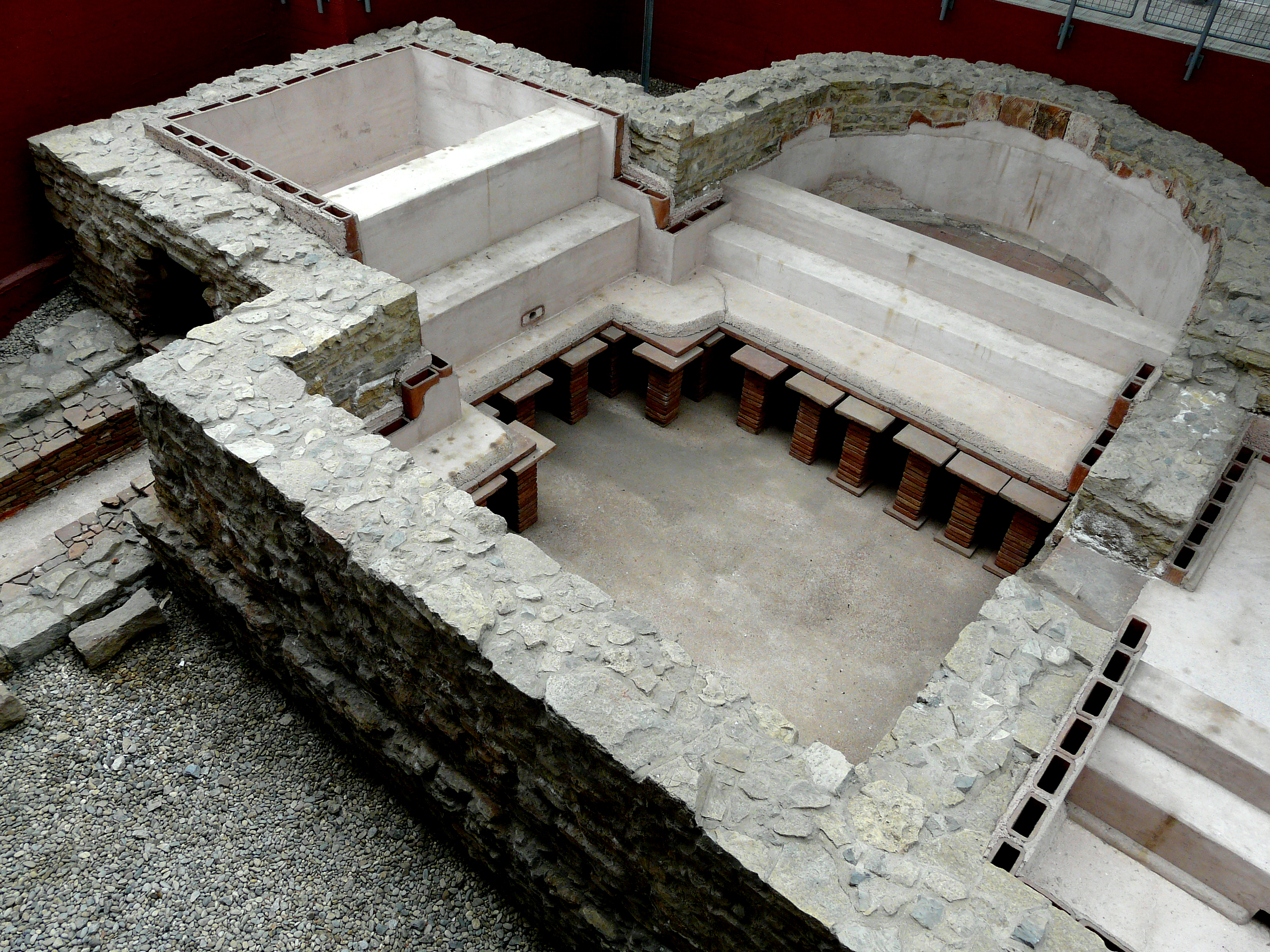
Caldarium małych term rzymskich z widocznym systemem hypocaustum i pobocznymi basenami (z warowni w Osterburken)

Caldarium (łac., także calidarium, cella caldaria, cella coctilium, od calor –„ciepło”) – pomieszczenie z basenem z gorącą wodą w starożytnych termach rzymskich. Było najcieplejszym z pomieszczeń w rzymskich łaźniach, z temperaturą uzyskiwaną za pomocą systemu podpodłogowego ogrzewania zwanego hypocaustum.